# Вогняні версти
«Вогняні версти» — радянський художній кольоровий фільм знятий режисером Самсоном Самсоновим на кіностудії «Мосфільм» в 1957 році. Прем'єра фільму в СРСР відбулася 1 листопада 1957 року.

## Сюжет
Епоха Громадянської війни в Росії: «Юденич біля Петрограда, поруч Денікін» (1919 рік). У поїзді з'являється дивний солдат (Володимир Кенігсон), який захищає дівчину (Маргарита Володіна) від грабіжників. В іншій сцені старий лікар питає вусатого військового в портупеї (чекіст Заврагін), чи він більшовик. Той відповідає ствердно і йде до смертельно пораненого комісара, який повідомляє конфіденційну інформацію про підготовлюваний заколот серед військових спеців. Тим часом поїзд зупиняють у степу й документи перевіряє суворий матрос із кулеметними стрічками поверх бушлата (Михайло Погоржельський). У молодого пасажира не витримують нерви: він убиває одного з патрульних, пускається навтьоки, але його вбиває дивний солдат з першої сцени. Вусатий військовик у гімнастерці й кашкеті доповідає командирові патрульного загону, що йому терміново потрібно в місто, щоб запобігти заколоту.
Місто блоковане білими, тому формується невелика група людей: чекіст, лікар, дівчина-санітарка з першої сцени, актор імператорського театру, дивний солдат з першої сцени, який відрекомендувався ветеринаром. Вони рухаються через степ на тачанці. З географічних орієнтирів присутні тільки Плавні. На хуторі вони наважуються заночувати, але під маскою ветеринара ховається білий полковник. Він убиває молодого кучера тачанки й легко ранить чекіста. Вранці за тачанкою розгортається гонитва кінних козаків. Актор гине, а лікар зазнає важкого поранення. Проте чекіст добирається до міста й заколот пригнічується ще на стадії таємних зборів під виглядом гри в карти. Ветеринар у самій сорочці вистрибує з вікна й відстрілюється. Але чекіст убиває його біля огорожі з пістолета. У фінальній сцені чекіст обіймає в госпіталі санітарку.

## У ролях
- Іван Савкін —  чекіст Григорій Федорович Заврагін
- Маргарита Володіна —  медсестра Катя (Катерина Гаврилівна)
- Михайло Трояновський —  лікар Арсеній Іларіонович Шелаков
- Антоній Ходурський —  Костянтин Романович Орлинський, артист
- Володимир Кенігсон —  Сергій Беклемішев, ветеринар, він же Віктор Михайлович
- Михайло Погоржельський — матрос
- Євген Буренков —  Варьоха, старий-візник
- Віктор Степанов —  Прошка, юнак-візник
- Анатолій Осмольський —  гімназист Альоша Рославлєв, підручний Беклемішева
- С. Прянишников —  старий Єгор, господар хутора
- Микита Кондратьєв —  Афонька, дурник на хуторі

## Знімальна група
- Сценарій —  Микола Фігуровський
- Постановка —  Самсон Самсонов
- Оператор —  Федір Добронравов
- Художник —  Микола Маркін
- Композитор —  Микола Крюков
- Текст романсу —  Михайло Матусовський